# Zé Luís (calciatore 1991)
José Luís Mendes Andrade, meglio conosciuto come Zé Luís (Fogo, 24 gennaio 1991), è un calciatore capoverdiano, attaccante dell'AVS.

## Caratteristiche tecniche
È una prima punta centrale, mancina, possente fisicamente, capace di ricoprire da solo il reparto offensivo. Si dimostra abile nel gioco aereo ed è dotato di un buon tiro dalla distanza.

## Carriera

### Club
Inizia la carriera calcistica, giocando con il club portoghese del Gil Vicente società di seconda divisione portoghese. Il 29 novembre del 2009 fa il suo esordio in prima squadra nella partita persa in casa per 3-0 contro il Chaves. Nella stagione successiva, segna 10 reti in 22 partite di campionato, contribuendo notevolmente alla promozione in Primeira Liga della sua squadra.
Passa poi nel giugno del 2011 al Braga per 1 milione di euro con cui firma un contratto quinquennale, tuttavia con la sua nuova squadra nella prima parte della stagione, non scende mai in campo, così nel gennaio del 2012, fa ritorno in prestito per sei mesi al Gil Vicente. Il 4 marzo 2012 segna la sua prima rete nella massima serie portoghese, nella sfida interna persa per 2-1 contro il Paços Ferreira. Il 12 maggio successivo, realizza una doppietta, nell'ultima giornata di campionato nella gara vinta in casa per 3-1 contro il Feirense. Fatto ritorno al Braga, fa il suo esordio con la nuova maglia, il 22 agosto nei preliminari dì andata della Champions League, contro l'Udinese, entrando nei minuti finali al posto di Márcio Mossoró. Il 3 novembre successivo, segna una rete alla sua ex squadra del Gil Vicente nella vittoria per 3-1 in casa del Braga. Nell'estate del 2013 passa in prestito annuale agli ungheresi del Videoton, disputando tra campionato e coppa magiara, 29 partite e siglando 10 reti.
Nel luglio del 2015 passa ai russi dello Spartak Mosca, a titolo definitivo, per 6 milioni e mezzo di euro, con cui firma un contratto quadriennale. In quattro anni con lo Spartak, ha collezionato tra tutte le competizioni 109 presenze, segnando 35 reti.
Il 2 luglio del 2019 fa ritorno in Portogallo, venendo acquistato dal Porto, per 8 milioni e mezzo di euro, con cui firma pochi giorni dopo, un contratto fino al giugno 2023 con il club lusitano. Il 13 agosto successivo, va a segno per la prima volta con la sua nuova squadra, nella gara dei preliminari dì ritorno della Champions League, persa per 3-2 contro il Krasnodar. Il 17 agosto successivo, all'esordio in campionato con la maglia dei Dragões, mette a referto una tripletta decisiva, nella vittoria per 4-0 in casa contro il Vitória Setúbal.
Il 7 settembre 2022 firma con l'Atakaş Hatayspor.

### Nazionale
Il 24 maggio del 2010 ha debuttato con la nazionale capoverdiana, in un'amichevole disputata contro il Portogallo. Il 6 settembre del 2014, ha segnato la sua prima rete con la maglia degli Squali Blu nella partita vinta per 3-1 in trasferta contro il Niger valida per le qualificazioni alla Coppa d'Africa 2015.

## Statistiche

### Presenze e reti nei club
Statistiche aggiornate al 8 febbraio 2025.
| Stagione               | Squadra                | Campionato             | Campionato | Campionato | Coppe nazionali | Coppe nazionali | Coppe nazionali | Coppe continentali | Coppe continentali | Coppe continentali | Altre coppe | Altre coppe | Altre coppe | Totale | Totale |
| Stagione               | Squadra                | Comp                   | Pres       | Reti       | Comp            | Pres            | Reti            | Comp               | Pres               | Reti               | Comp        | Pres        | Reti        | Pres   | Reti   |
| ---------------------- | ---------------------- | ---------------------- | ---------- | ---------- | --------------- | --------------- | --------------- | ------------------ | ------------------ | ------------------ | ----------- | ----------- | ----------- | ------ | ------ |
| 2009-2010              | Gil Vicente            | SL                     | 5          | 4          | CP+CdL          | 0+0             | 0               | -                  | -                  | -                  | -           | -           | -           | 5      | 4      |
| 2010-2011              | Gil Vicente            | SL                     | 22         | 10         | CP+CdL          | 0+5             | 0+2             | -                  | -                  | -                  | -           | -           | -           | 27     | 12     |
| 2011-gen. 2012         | Sporting Braga         | PL                     | 0          | 0          | CP+CdL          | 0+0             | 0               | -                  | -                  | -                  | -           | -           | -           | 0      | 0      |
| gen-giu. 2012          | Gil Vicente            | PL                     | 13         | 4          | CP+CdL          | 0+3             | 0+1             | -                  | -                  | -                  | -           | -           | -           | 16     | 5      |
| Totale Gil Vicente     | Totale Gil Vicente     | Totale Gil Vicente     | 40         | 18         |                 | 8               | 3               |                    | -                  | -                  |             | -           | -           | 48     | 21     |
| 2012-2013              | Sporting Braga         | PL                     | 15         | 4          | CP+CdL          | 0+2             | 0               | UCL                | 5                  | 0                  | -           | -           | -           | 22     | 4      |
| 2012-2013              | Braga B                | SL                     | 15         | 4          | -               | -               | -               | -                  | -                  | -                  | -           | -           | -           | 15     | 4      |
| 2013-2014              | Videoton               | NB I                   | 26         | 9          | CU              | 3               | 1               | -                  | -                  | -                  | -           | -           | -           | 29     | 10     |
| 2014-2015              | Sporting Braga         | PL                     | 20         | 8          | CP+CdL          | 2+2             | 3+0             | -                  | -                  | -                  | -           | -           | -           | 24     | 11     |
| Totale Sporting Braga  | Totale Sporting Braga  | Totale Sporting Braga  | 35         | 12         |                 | 6               | 3               |                    | 5                  | 0                  |             | -           | -           | 46     | 15     |
| 2015-2016              | Spartak Mosca          | PL                     | 24         | 8          | KR              | 1               | 2               | -                  | -                  | -                  | -           | -           | -           | 25     | 10     |
| 2016-2017              | Spartak Mosca          | PL                     | 21         | 5          | KR              | 1               | 0               | UEL                | 2                  | 0                  | -           | -           | -           | 24     | 5      |
| 2017-2018              | Spartak Mosca          | PL                     | 16         | 2          | KR              | 2               | 2               | UCL+UEL            | 3+2                | 2+0                | SR          | 1           | 0           | 24     | 6      |
| 2018-2019              | Spartak Mosca          | PL                     | 25         | 10         | KR              | 3               | 1               | UCL+UEL            | 2+6                | 0+3                | -           | -           | -           | 36     | 14     |
| Totale Spartak Mosca   | Totale Spartak Mosca   | Totale Spartak Mosca   | 86         | 25         |                 | 7               | 5               |                    | 15                 | 5                  |             | 1           | 0           | 109    | 35     |
| 2019-2020              | Porto                  | PL                     | 19         | 7          | CP+CdL          | 3+1             | 2+0             | UCL+UEL            | 2+6                | 1+1                | -           | -           | -           | 31     | 11     |
| ago.-ott. 2020         | Porto                  | PL                     | 1          | 0          | CP+CdL          | -               | -               | UCL                | -                  | -                  | -           | -           | -           | 1      | 0      |
| Totale Porto           | Totale Porto           | Totale Porto           | 20         | 7          |                 | 4               | 2               |                    | 8                  | 2                  |             |             |             | 32     | 11     |
| ott. 2020-2021         | Lokomotiv Mosca        | PL                     | 8          | 1          | KR              | -               | -               | UCL                | 5                  | 0                  | -           | -           | -           | 13     | 1      |
| 2021-feb. 2022         | Lokomotiv Mosca        | PL                     | 3          | 0          | KR              | -               | -               | -                  | -                  | -                  | -           | -           | -           | 3      | 0      |
| Totale Lokomotiv Mosca | Totale Lokomotiv Mosca | Totale Lokomotiv Mosca | 11         | 1          |                 | -               | -               |                    | 5                  | 0                  |             |             |             | 16     | 1      |
| feb.-giu. 2022         | Al-Taawoun             | SPL                    | 5          | 0          | KC              | 1               | 0               | ACL                | 2                  | 1                  | -           | -           | -           | 8      | 1      |
| 2022-2023              | Hatayspor              | SL                     | 14         | 2          | TK              | 1               | 0               | -                  | -                  | -                  | -           | -           | -           | 15     | 2      |
| 2023-2024              | Farense                | PL                     | 15         | 2          | CP+CdL          | 1+2             | 0+1             | -                  | -                  | -                  | -           | -           | -           | 18     | 3      |
| 2024-2025              | AVS                    | PL                     | 12         | 0          | CP+CdL          | 2+0             | 2+0             | -                  | -                  | -                  | -           | -           | -           | 14     | 2      |
| Totale carriera        | Totale carriera        | Totale carriera        | 279        | 80         |                 | 35              | 17              |                    | 35                 | 8                  |             | 1           | 0           | 350    | 105    |

## Palmarès

### Club

#### Competizioni nazionali
- Segunda Liga: 1

Gil Vicente: 2010-2011
- Coppa di Lega portoghese: 1

Braga: 2012-2013
- Campionato russo: 1

Spartak Mosca: 2016-2017
- Supercoppa di Russia: 1

Spartak Mosca: 2017
- Campionato portoghese: 1

Porto: 2019-2020
- Coppa del Portogallo: 1

Porto: 2019-2020
- Coppa di Russia: 1

Lokomotiv Mosca: 2020-2021